# CPC 5512
Der Heimcomputer CPC 5512 war ein Scherz des französischen Computermagazins „Hebdogiciel“ aus dem Jahre 1985, der zwar in der nächsten Ausgabe widerrufen wurde, aber ein gerichtliches Nachspiel nach sich zog.

## Der vermeintliche Rechner

### Hardware
- Z80A-CPU
- CPC-6128-Gehäuse
- 5,25"-Diskettenlaufwerk anstelle eines 3"-Laufwerks
- 512 KB RAM (Bankswitching)
- Echtzeituhr

### Software
- BASIC+ 3.2 (statt der Versionen 1.0 bzw. 1.1)
- Amstrad-SYSTEM-GEM-GUI mit optionaler Maus

## Die Realität und das gerichtliche Nachspiel
Das Modell wurde aus Computerteilen und etwas Papier zusammengebaut und anschließend fotografiert. Es war ohne Funktion und wurde natürlich nie produziert.
Amstrad verkaufte zeitgleich sein CPC 6128-Modell und arbeitete an seinen späteren IBM-kompatiblen Modellen. In Erwartung des CPC 5512 gingen die Verkaufszahlen des CPC 6128 auf dem französischen Markt zurück, worüber Amstrad und dessen Handelspartner nicht erfreut waren. Man strengte die Gerichte an, vom Ausgang des Verfahrens ist jedoch nichts bekannt. 
Die Auswirkungen des ansonsten gelungenen Artikels hätten sich mit einer Richtigstellung in derselben Ausgabe vermeiden lassen, sie erfolgte aber erst in der nächsten Ausgabe.

## Der CPC 6512
Unabhängig von dem französischen Aprilscherz hat die deutsche Computerzeitschrift c’t im Oktober 1987 eine Umbauanleitung zur Aufrüstung eines CPC 6128 auf 512 KB RAM veröffentlicht. Das Resultat, der „CPC 6512“, war Thema mehrerer Artikel.